# 卡文郡
53°55′N 7°15′W / 53.917°N 7.250°W
卡文郡 （County Cavan；愛爾蘭語：Contae Chabháin）是愛爾蘭的一個郡，位於愛爾蘭島東北部。歷史上屬阿爾斯特省。面積1,931平方公里，2006年人口63,961人。首府卡文。

## 外部連結
- Cavan County Council （页面存档备份，存于）
- Cavan Heritage website （页面存档备份，存于）
- Cavan Retail Strategy
- Cavan Development plan for 2012, using data from 2000.
- CSO statistics